# Túnel de base

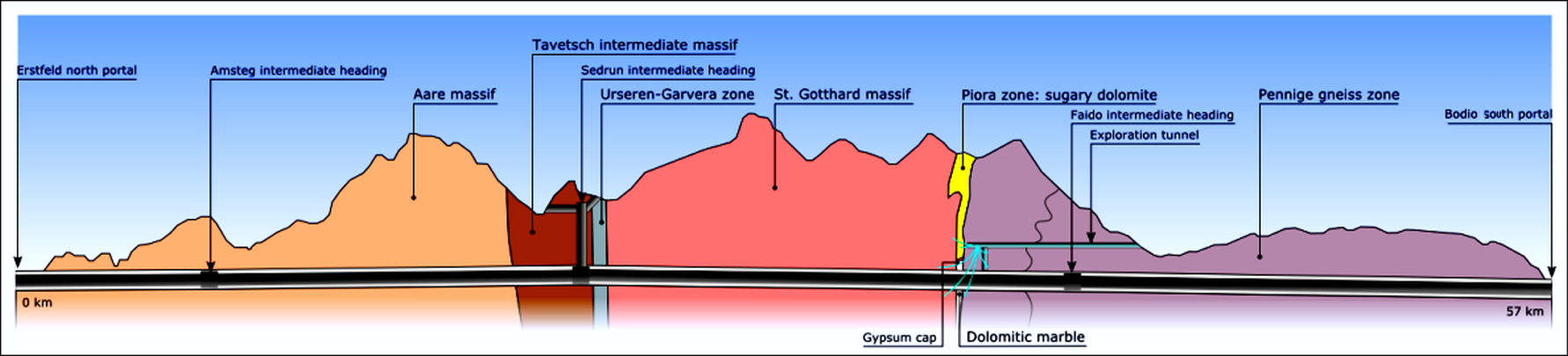
Corte transversal de túnel de base de San Gotardo, en Suiza.

Un túnel de base es un tipo  de túnel, principalmente un túnel de ferrocarril, el cual está construido a través de la base de un puerto de montaña.  Este tipo de túnel conecta habitualmente dos valles con la misma altitud.
Cuando se construyeron las primeras líneas de ferrocarril a través de terrenos montañosos se intentaba minimizar los túneles, debido a las limitaciones técnicas y el coste, lo cual requería pendientes largas y empinadas y un trazado con muchas curvas, e incluso espirales. Los túneles eran, por lo general, cortos y mucho más altos en la montaña. Estos túneles son llamados túneles de cima, sobre todo para diferenciarlos de los mismos túneles de base que cruzan el mismo macizo.
Los túneles de base toman la aproximación opuesta, minimizando o eliminando pendientes y curvas, lo que tiene como consecuencia túneles más largos pero distancias totales más cortas para viajar. Esto permite velocidades más altas reduciendo los costes del transporte. 